# Nouainville
Nouainville ist eine französische Gemeinde mit 620 Einwohnern (Stand 1. Januar 2022) im Département Manche in der Region Normandie (vor 2016 Basse-Normandie). Sie gehört zum Kanton Cherbourg-Octeville-3 im Arrondissement Cherbourg. Die Einwohner werden Nouainvillais genannt.

## Geografie
Die Gemeinde Nouainville liegt auf der Halbinsel Cotentin, fünf Kilometer westsüdwestlich von Cherbourg-en-Cotentin. Nachbargemeinden von Nouainville sind Cherbourg-en-Cotentin im Norden und Osten, Sideville im Süden sowie La Hague im Westen.

## Bevölkerungsentwicklung
| Jahr                       | 1962 | 1968 | 1975 | 1982 | 1990 | 1999 | 2006 | 2013 | 2022 |
| -------------------------- | ---- | ---- | ---- | ---- | ---- | ---- | ---- | ---- | ---- |
| Einwohner                  | 214  | 214  | 190  | 283  | 335  | 528  | 473  | 481  | 620  |
| Quellen: Cassini und INSEE |      |      |      |      |      |      |      |      |      |

## Sehenswürdigkeiten
- Kirche Saint-Martin aus dem 16. Jahrhundert

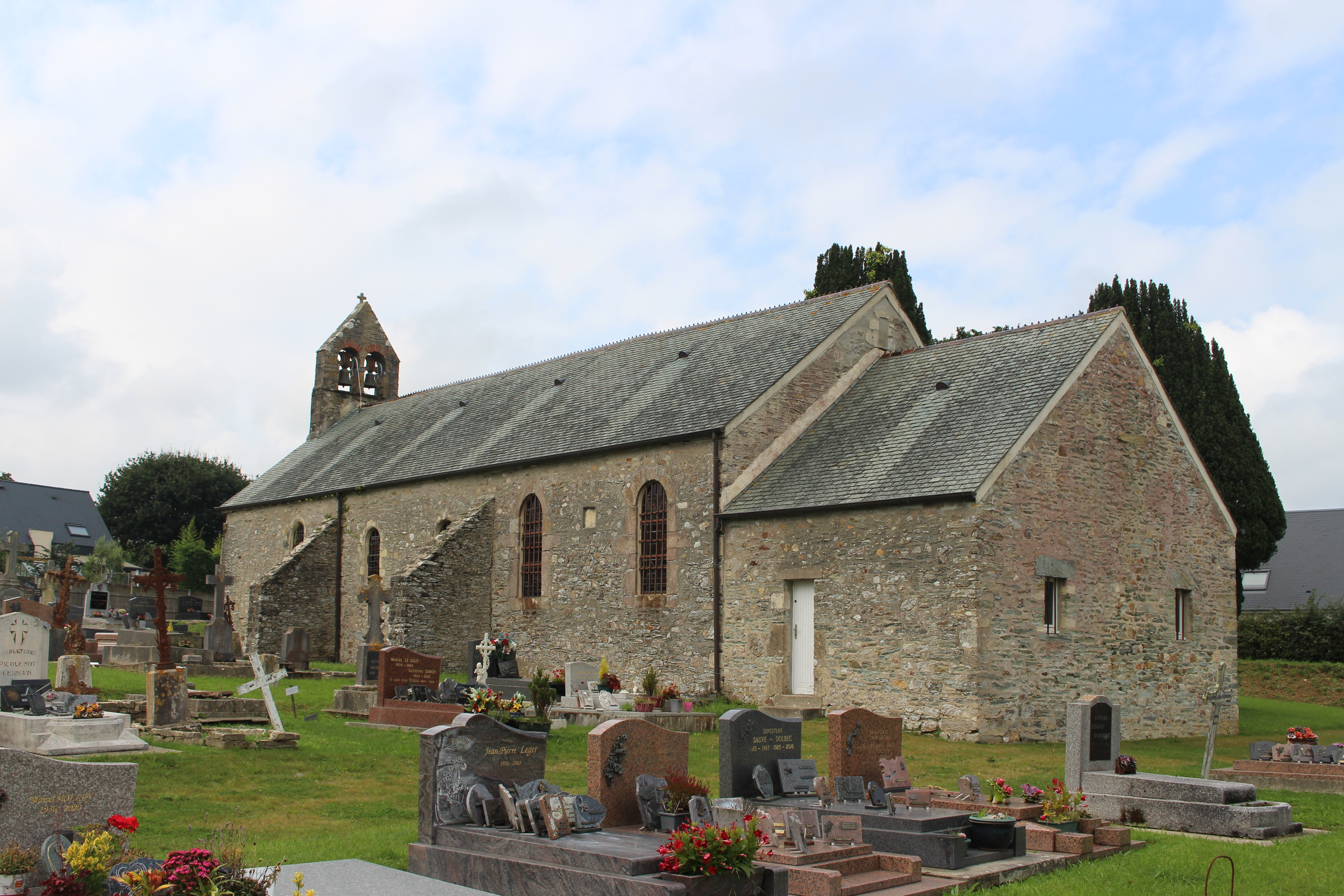
Kirche Saint-Martin

- drei Lavoirs